# اچ‌ام‌اس دیدو (۱۸۶۹)
اچ‌ام‌اس دیدو (۱۸۶۹) (به انگلیسی: HMS Dido (1869)) یک کشتی بود که طول آن ۲۱۲ فوت (۶۴٫۶ متر) بود. این کشتی در سال ۱۸۶۹ ساخته شد.